# 3823 Yorii
A 3823 Yorii (ideiglenes jelöléssel 1988 EC1) a Naprendszer kisbolygóövében található aszteroida. Arai, M. és Mori, H. fedezte fel 1988. március 10-én.